# Ruthven (Badenoch)

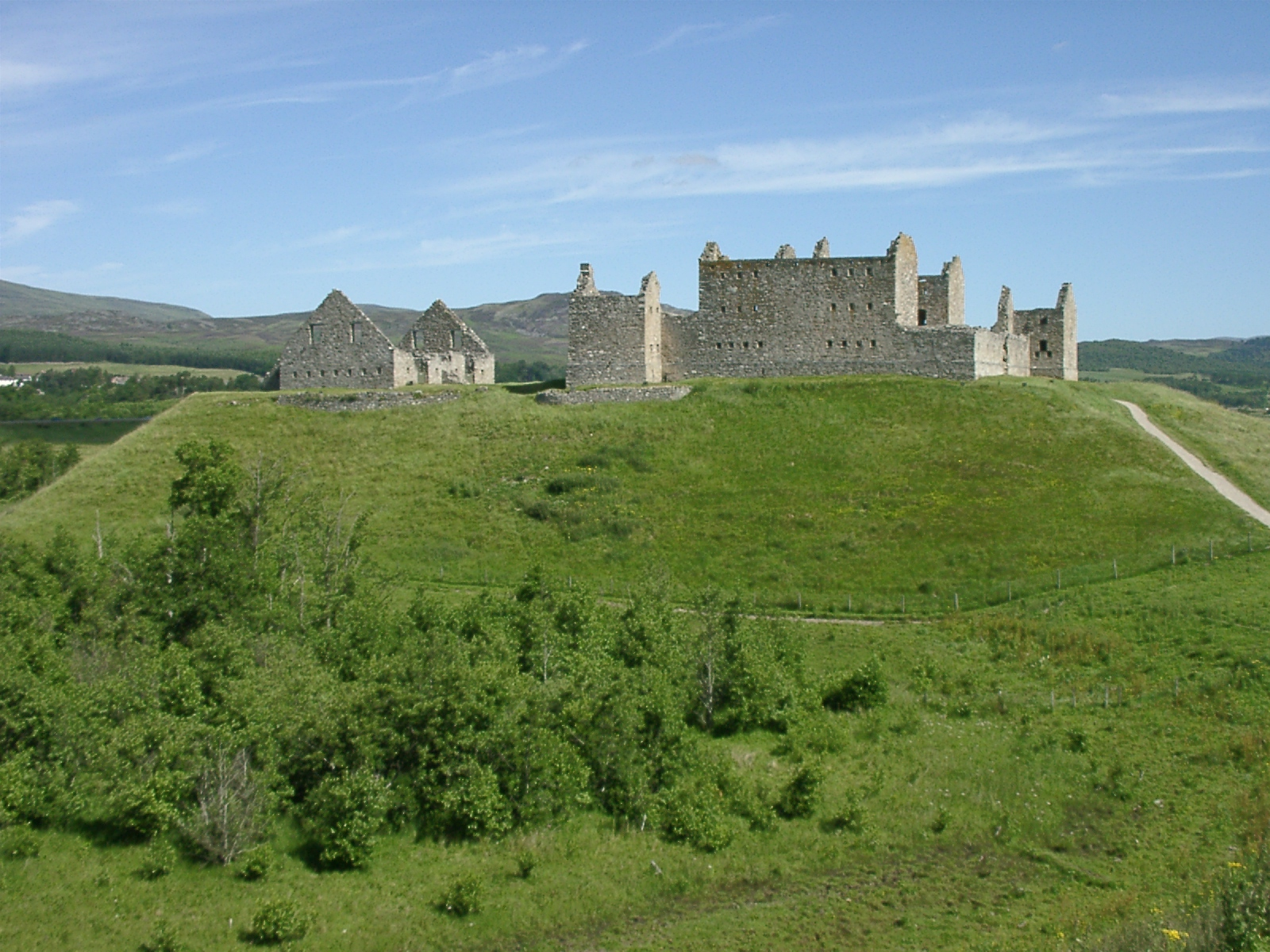
Die Ruthven Barracks

Ruthven (Schottisch-Gälisch: Ruadhainn) ist eine kleine Ansiedlung in der schottischen Council Area Highland. Sie liegt etwa 70 Kilometer südlich von Inverness und etwa einen Kilometer südöstlich von Kingussie am Südufer des Spey.
In Ruthven befinden sich die Ruinen der Ruthven Barracks. Dieser ehemalige Kasernenkomplex wurde nach dem Jakobitenaufstand von 1715 von der britischen Regierung am Standort einer mittelalterlichen Burg erbaut, um militärische Präsenz in den Highlands zu zeigen. Im Aufstand der Jakobiten 1745 unter Bonnie Prince Charlie wurden die Gebäude von den Jakobiten besetzt und nach der Schlacht von Culloden in Brand gesteckt. Ein Wiederaufbau der zerstörten Bauten unterblieb.

## Persönlichkeiten
- James Macpherson (1736–1796), schottischer Schriftsteller und Politiker